# Warbird
Con il termine warbird si identificano una serie di velivoli militari radiati dall'impiego operativo, normalmente aerei da caccia, dismessi e rivenduti, che vengono mantenuti in condizioni di volo ed utilizzati da privati o associazioni votate alla preservazione di velivoli storici ed impiegati nelle manifestazioni aeree e rievocative di battaglie aeree delle guerre che si sono succedute nel XX secolo.
Dopo aver avuto grande successo di pubblico nella rievocazione del cinquantenario dello Sbarco in Normandia sono sorte aziende specializzate nella riproduzione di repliche volanti di alcuni velivoli che pur avendo una grande rilevanza storica erano troppo rari per rischiare la loro incolumità riportandoli in condizioni di volo, tra questi il Focke-Wulf Fw 190, replicato dall'azienda tedesca Flugwerk GmbH, ed il Messerschmitt Me 262 replicato nelle versioni monoposto e biposto dall'azienda statunitense Legend Flyers con sede ad Everett nello stato di Washington.
Alcuni storici Warbird sono tuttora impiegati, con opportune modifiche, come aerei da competizione nelle competizioni aeree di velocità in territorio statunitense e, con velivoli da addestramento acrobatico, in pattuglie acrobatiche.